# 雷博尔德卢 (维尼艾什)
雷博尔德卢是葡萄牙布拉干萨区的一个堂区。总面积22.15平方公里，总人口665人，人口密度30人/平方公里。